# Microsoft Dynamics C5
Microsoft Dynamics C5 er et regnskabsprogram fra Microsoft.
Produktet er en del af Microsoft Dynamics produktfamilien og bruges til finans, supply chain, projektstyring og analyser til små og mellemstore virksomheder. 
Mere end 85.000 licenser er solgt siden opstarten i 1995 via et partner øko-system. I 2013 blev den 3. generation af Microsoft Dynamics C5 lanceret med fuld Cloud-løsning.

## Historie
C5 udspringer fra Damgaard Data´s C4 DOS-baserede forretningsløsning, og blev lanceret i 1995 som en afløser til C4. På dette tidpunkt blev produktet solgt under navnet Concorde C5 i Danmark og under Arctos i udlandet. I dag bliver C5 kun solgt i Danmark. 
Source-koden hed eXtended Application Language og kom fra det større produkt Microsoft Dynamics XAL, der også oprindeligt var et Concorde produkt fra Damgaard. 
I forbindelse med Microsoft XAL´s pensionering fra markedet ændrede man målgruppen til både små og mellemstore virksomheder, så kunder der var aktive på den udgåede Microsoft XAL nemt kunne konvertere til enten C5, NAV eller XAL.
I 2013 blev den nye generation af Microsoft Dynamics C5 2014 lanceret, og C5 deler nu platform og roadmap med Microsoft Dynamics NAV. 
Den nye generation af Microsoft Dynamics C5 er målrettet små virksomheder, hvor Microsoft Dynamics NAV henvender sig til mellemstore virksomheder. Vækster virksomheden eller der på anden måde bliver behov for mere funktionalitet, kan man nemt opgradere til Microsoft Dynamics NAV. 
Den "gamle" version af C5 er stadigvæk aktiv i en række mellemstore virksomheder i dag, og derfor tilbyder Microsoft en migrering fra den "gamle" C5 til Dynamics NAV. En række Dynamics partnere tilbyder en migrerings-pakke, der kan flytte den "gamle" C5 til den nye C5 eller NAV.
Bemærk at med den nye danske regnskabslov, som trådte i kræft i 2025, kan man med Concorde C5 ikke længere leve op til gældende krav.

## Ekstern henvisning
- Microsoft Dynamics C5 – Microsofts officielle side om Microsoft C5.
- Datamuseum: Concorde C5 v1.60